# طواف دبي 2016
طواف دبي 2016 (بالإنجليزية: 2016 Dubai Tour)‏ هو سباق دراجات هوائية أقيم خلال الفترة 3 فبراير 2016 ، وحتى 6 فبراير 2016 . وامتدّ لمسافة 665 كيلومتر . وهو أحد سباقات طواف آسيا 2016 .

## الفرق
| فرق عالمية (10)- أستانا - بي إم سي راسينغ - Dimension Data - Etixx-Quick Step - Giant-Alpecin - Lampre-Merida - موفيستار - Sky - Tinkoff - Trek-Segafredo فرق قارية محترفة (3)- CCC Development Team ‏ - تيم نوفو نورديسك ‏ - ONE Pro Cycling ‏ فرق قارية (3)- Al Nasr Pro Cycling Team–Dubai ‏ - Skydive Dubai–Al Ahli Pro Cycling Team ‏ - Team Wiggins Le Col ‏ |  |
| |  |

## المراحل
| المرحلة   | التاريخ  | الدورة        | type         | المسافة (كم) | الفائز بالمرحلة   | القائد العام   |
| --------- | -------- | ------------- | ------------ | ------------ | ----------------- | -------------- |
| المرحلة 1 | 3 فبراير | دبيّ – الفجيرة | مرحلة مستوية | 173          | مارسيل كيتل       | مارسيل كيتل    |
| المرحلة 2 | 4 فبراير | دبيّ – دبيّ     | مرحلة مستوية | 183          | إيليا فيفياني     | إيليا فيفياني  |
| المرحلة 3 | 5 فبراير | دبيّ – حتا     | مرحلة التلال | 172          | خوان خوسيه لوباتو | جياكومو نيزولو |
| المرحلة 4 | 6 فبراير | دبيّ – دبيّ     | مرحلة مستوية | 137          | مارسيل كيتل       | مارسيل كيتل    |

## روابط خارجية
- طواف دبي 2016 على موقع إحصائيات الدراجات الإحترافية (الإنجليزية)